# Бротенау
Бротенау (нем. Brotenau) — река в Германии, протекает по земле Баден-Вюртемберг. Длина реки 7,1 км, площадь водосборного бассейна — 15,1 км². Высота истока 926 м. Высота устья 570 м.

## Этимология
Название Бротенау происходит от сочетания двух немецких слов «breit» (широкий), на швабском диалекте: [bʀɔɐt] и сокращения от слова «flussaue» — «au» (пойма) означающее «широкая пойма».

## География
Бротенау небольшая река длиной 7,1 км, площадь водосборного бассейна — 15,1 км². Высота истока — 926 м, высота устья — 570 м. Сливаясь с ручьём Дюррайх образует Айах.
Долина реки является охраняемой природной территорией.
Бротенау берёт начало в западной части национального парка Шварцвальд в районе Калтенбрун. Истоки реки находятся на высоте до 926 м над уровнем моря. Протекает по долине Рейхенбах к западу от горы Хохлох (988 м над уровнем моря), на юго-западе от горы Ландсмартскоф (942 м над уровнем моря) на севере от горы Норден-ам-Сател (около 849 м над уровнем моря) и посёлка Рейхенталь.
Первые примерно 800 метров он бежит с запада на восток по долине, пока не опускается примерно на 778 м над уровнем моря. Там в него впадает несколько ручьёв и по берегам образуются болота. После этого Бротенау поворачивает своё течение на северо-восток. Течёт на северо-восток через леса вдали от населённых пунктов.